# (30445) Stirling
(30445) Stirling (2000 NJ2) – planetoida z pasa głównego asteroid okrążająca Słońce w ciągu 4,44 lat w średniej odległości 2,7 j.a. Odkryta 5 lipca 2000 roku.